# سلكوت أرجواني
السِّلْكُوت الأُرجواني هي نوع دجوي من خنافس، في جنس سلكوت من الفصيلة السلكوتية.